# George Martinuzzi
George Martinuzzi (Kamicac, 1482 - Castelo de Alvinczy, 17 de dezembro de 1551) foi um cardeal do século XVI.

## Biografia
Nasceu em Kamicac em 1482. Filho de Gregory Utje-šenovic, um cavalheiro croata que morreu combatendo os turcos; sua mãe era veneziana da família patrícia Martinuzzi; e seu tio era Giacomo Martinuzzi (1), bispo de Skradin, Dalmácia. Em deferência a eles, ele adotou o sobrenome Martinuzzi. Seu primeiro nome também está listado como Juraj, Frater György (latim-húngaro) e Frater Georgius (latim); e seu sobrenome também está listado como Utiesenovic, Utyeszenics, Utissenoviski, Utješinović, Wisenowiski e Martinuzius (em latim). Ele geralmente assinava como Frater Georgius, e é conhecido na história húngara como Frater György ou simplesmente The Frater. Tio do Cardeal György Drašković (1585).
Entrou no mosteiro de São Lourenço, perto de Buda, dos Eremitas de São Paulo, 1510; um monge daquele mosteiro ensinou-o a escrever e a ler; mais tarde, estudou filosofia e teologia.
Em 1490, foi enviado à corte do duque János Corvin e foi nomeado primeiro pajem e camareiro do duque; permaneceu lá por doze anos; e então ele entrou ao serviço da família Szapolyai e lutou brevemente sob o comando de János Szapolyai. Em 1510, deixou a vida militar e ingressou na Ordem dos Eremitas de São Paulo.
Recebeu a ordenação sacerdotal (não foram encontradas mais informações). Prior do mosteiro de Czestochowa, Polônia; e mais tarde, do mosteiro de Sajolad, perto de Erlau, norte da Hungria. Em 1527, naquele mosteiro, o novo rei János Szapolyai da Hungria, que fugia para a Polónia depois de ter sido derrotado pelo rei Fernando da Boémia, encontrou o frater e pediu-lhe ajuda; ele organizou os apoiadores do rei János, obteve assistência financeira de importantes nobres húngaros e montou um exército que conquistou as forças do rei Fernando sob o comando do general Ravay em 1529. O rei János nomeou o frater conselheiro real e tesoureiro em 1529. Em 1534 , o rei János nomeou-o bispo de Nagyvárad e como só foi preconizado pelo papa cinco anos depois, governou a diocese através de bispos auxiliares.
Eleito bispo de Csanád em 1536. Em 1538 concluiu o Tratado de Nagyvárad com o rei Fernando; o tratado investiu János com o título real e a maior parte do território húngaro; e o rei Fernando como sucessor da coroa húngara. Transferido para a sé de Nagyvárad, em 30 de maio de 1539. O rei János I morreu em 21 de julho de 1540 e em seu leito de morte repudiou o tratado e deixou a coroa para seu filho, János Zsigmond, nascido apenas nove dias antes da morte de seu pai. O falecido rei em seu testamento nomeou o bispo Martinuzzi e Peter Petrovich como guardiões da criança e eles o proclamaram rei e o sultão Süleyman prometeu reconhecê-lo, mas mais tarde, em 1541, ocupou Buda, a capital da Hungria. O Bispo Martinuzzi, como guardião e regente, conseguiu manter a Transilvânia como um principado independente em 1542 sob a suserania turca. Lutando contra as intrigas de Izabella, mãe de János Zsigmond, o bispo Martinuzzi voltou ao plano original de unificação da Hungria sob a dinastia austríaca dos Habsburgos, a fim de resistir à expansão turca. (4) . Consagrado em 1548, por Franciscus Josephich, bispo de Zengg. Depois de convencer a rainha Isabel e seu filho, János Zsigmond, a renunciar e deixar a Transilvânia, ele finalmente concluiu um acordo com o rei Fernando em 1551, pelo qual continuou a ser governador da Transilvânia e foi recompensado com a promoção à sé metropolitana de Esztergom e um chapéu de cardeal.
Criado cardeal sacerdote no consistório de 12 de outubro de 1551; concedeu permissão para usar a cor de sua vestimenta religiosa em vez do vermelho próprio dos cardeais que eram padres seculares; morreu antes de receber o chapéu vermelho e o título. Em 1551, quando os turcos tomaram Csanad e outros lugares, o cardeal Martinuzzi e os generais imperiais Giovanni Castaldo, margrave de Cassiano, e Sforza Pallavicini uniram as suas forças contra o inimigo comum. A carta do cardeal a Roma sobre o perigo dos turcos foi lida no consistório de 16 de novembro de 1551. Para retardar um ataque dos turcos, ele retomou secretamente o pagamento de uma homenagem ao sultão em dezembro de 1551. Esses contatos secretos provocaram o suspeita do general Castaldo, que o acusou de traição perante o rei Fernando e pediu permissão para eliminá-lo se necessário; o rei concordou. O secretário do cardeal, Marco Aurelio Ferrari, foi contratado e esfaqueou seu mestre pelas costas no castelo de Alvinczy enquanto este lia uma carta; o cardeal, embora tivesse sessenta e nove anos, lutou pela vida, e só foi morto com a ajuda de Pallavicini e de um grupo de seus soldados.
Morreu em Castelo de Alvinczy em 17 de dezembro de 1551; assassinado no Castelo de Alvinczy, na Transilvânia. O corpo permaneceu insepulto até 25 de fevereiro de 1552, quando foi enterrado na igreja de São Miguel em Karlsburg. Em 18 de janeiro de 1552, o papa anunciou a notícia de sua morte violenta.